# Алертсхаузен (часовня)
51°03′20″ с. ш. 8°31′11″ в. д.
Часовня Алертсхаузена (нем. Kapelle Alertshausen) — приходская часовня, внесённая в список памятников архитектуры. Расположена в поселении Алертсхаузен, которое является частью территории города Бад-Берлебурга в районе Зиген-Виттгенштайн земли Северный Рейн-Вестфалия. Часовня относится к приходу Св. апостола Луки в долинах Эльзоффа и Эдера и находится в подчинении Евангелической церкви Вестфалии.

## Описание

### Старая часовня
Часовня Алертсхаузен впервые упоминается в 1553 году, но неизвестно, когда он была построена. Покупка первого колокола состоялась в 1674 году. Первая большая реставрация произошла в 1718 году.
В дальнейшем часовню время от времени приходилось ремонтировать и обновлять. Но, несмотря на все усилия, старая часовня настолько обветшала, что пришлось задуматься о строительстве новой. Крыша и деревянные балки были в таком плохом состоянии, а внешние стены больше не находились в вертикальном положении, поэтому встал вопрос о закрытии старой часовни и строительстве новой.

### Новая часовня
Проект новой часовни предусматривал, что она будет вмещать около 160 человек, чтобы в ней было достаточно места даже при увеличении населения. В 1800 году этому проекту сначала было сопротивление местного населения, поскольку оно боялось высоких затрат, но вскоре протесты прекратились, и в июле 1801 года старая часовня была снесена. Первые контракты с мастерами были заключены в августе того же года. Церемонию завершения строительства можно было отпраздновать незадолго до Рождества 1801 года, поскольку работа продвигалась быстро. Но в итоге 
зальная церковь была торжественно открытая 24 октября 1802 года.
Часовня включает один двухэтажный неф из оштукатуренных природных камней на первом этаже и фахверкового второго этажа. На полувальмовой крыши возвышается многоугольная башенка, перекрытая колокольным куполом. На звоннице висит церковный колокол.
Внутреннее помещение с галереями со всех четырёх сторон покрыто плоским потолком. Кафедра для проповеди установлена прямо за престолом.
В последние годы количество прихожан значительно уменьшилось, поэтому для привлечение внимания к церковным службам в часовне начали устраивать художественные выставки.

## Галерея

Часовня снаружи и внутри
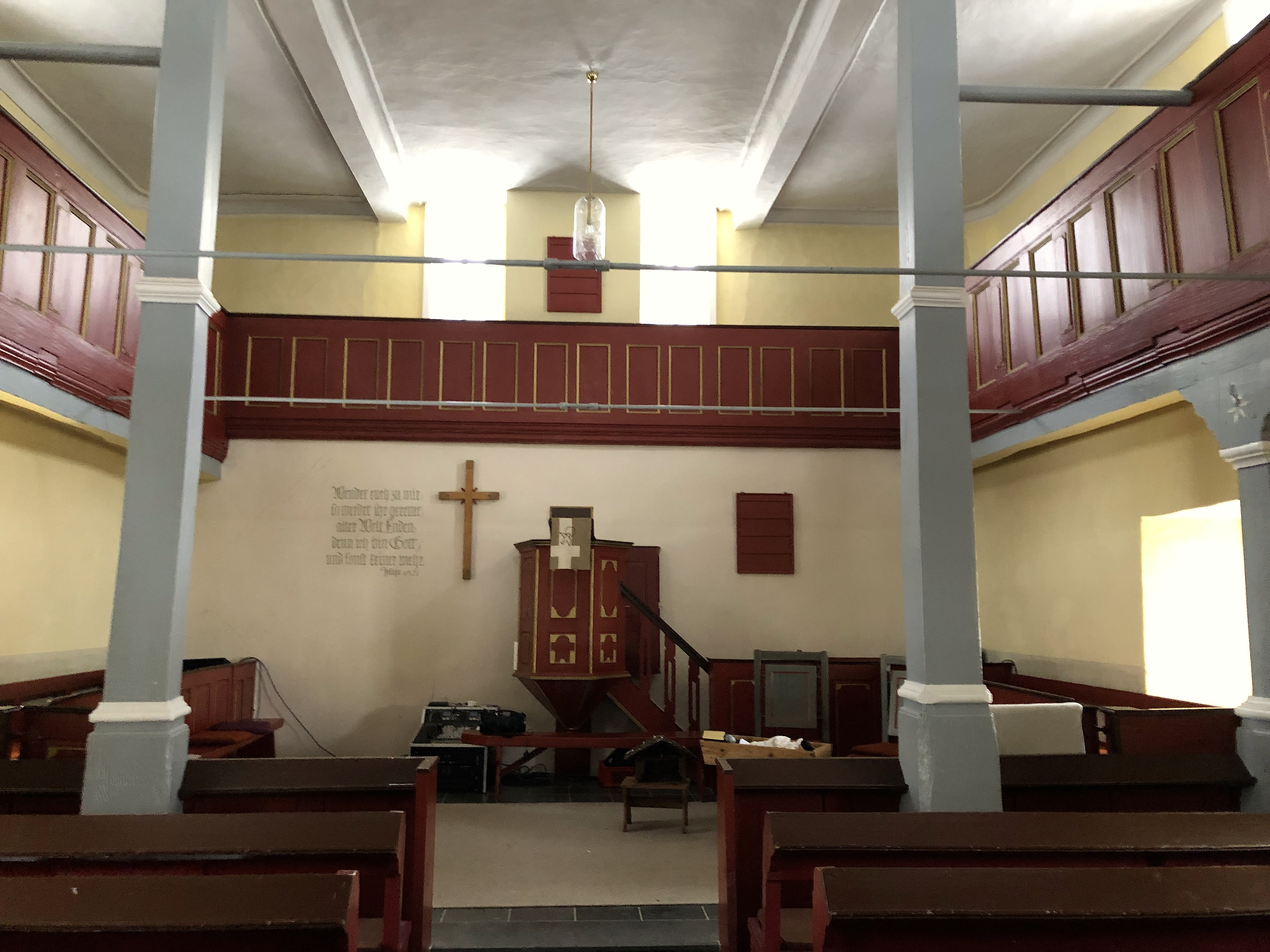
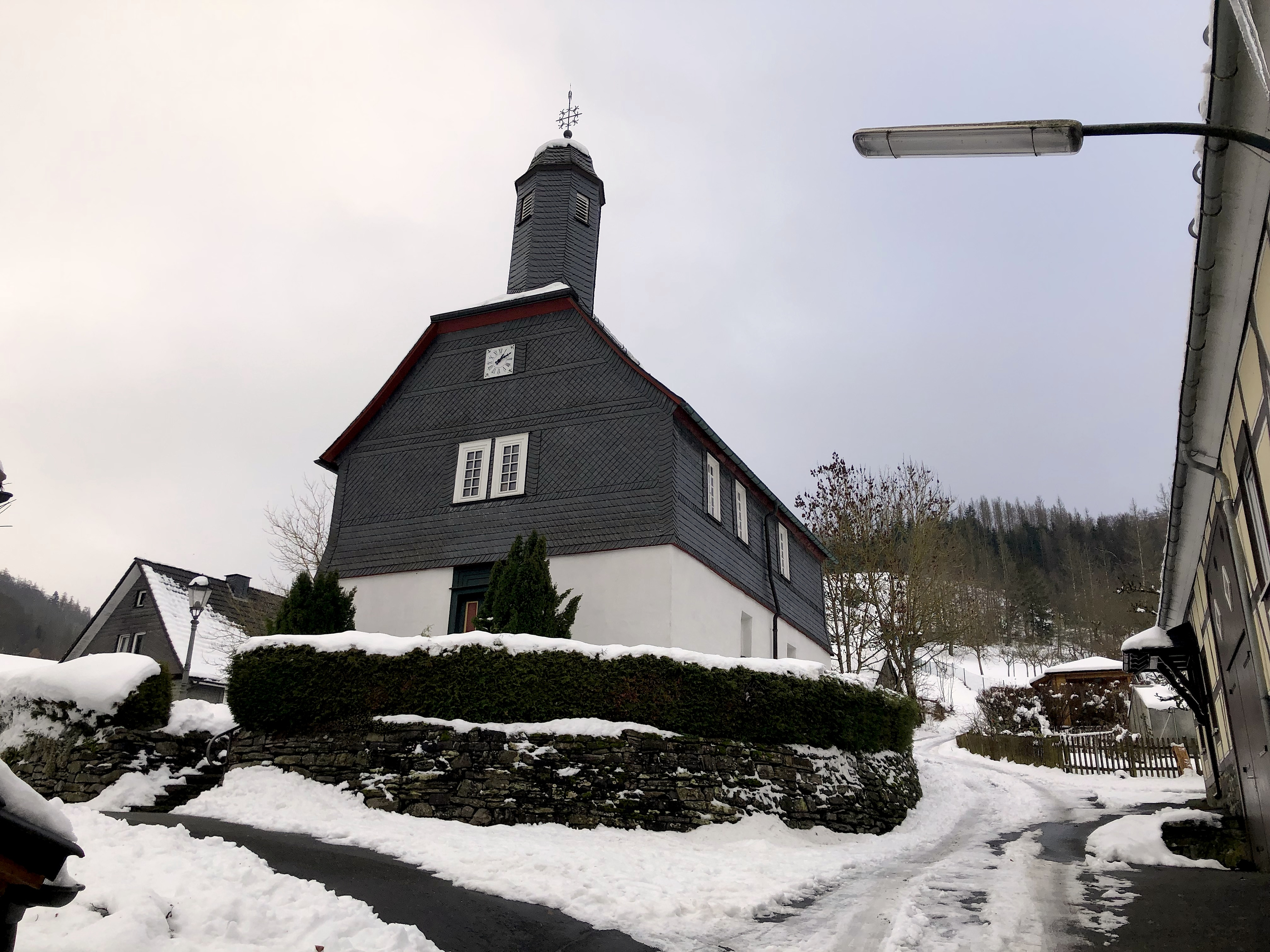
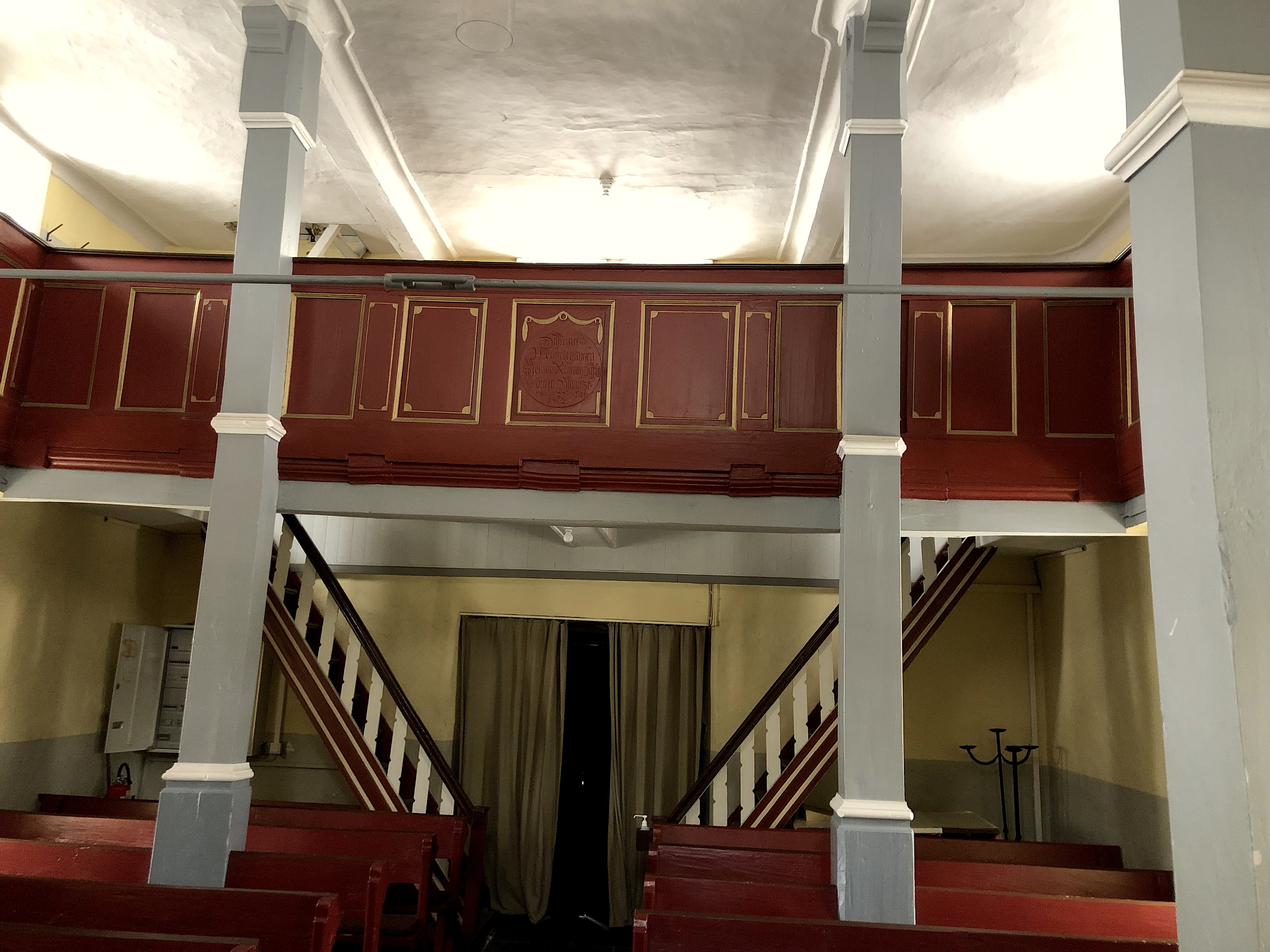
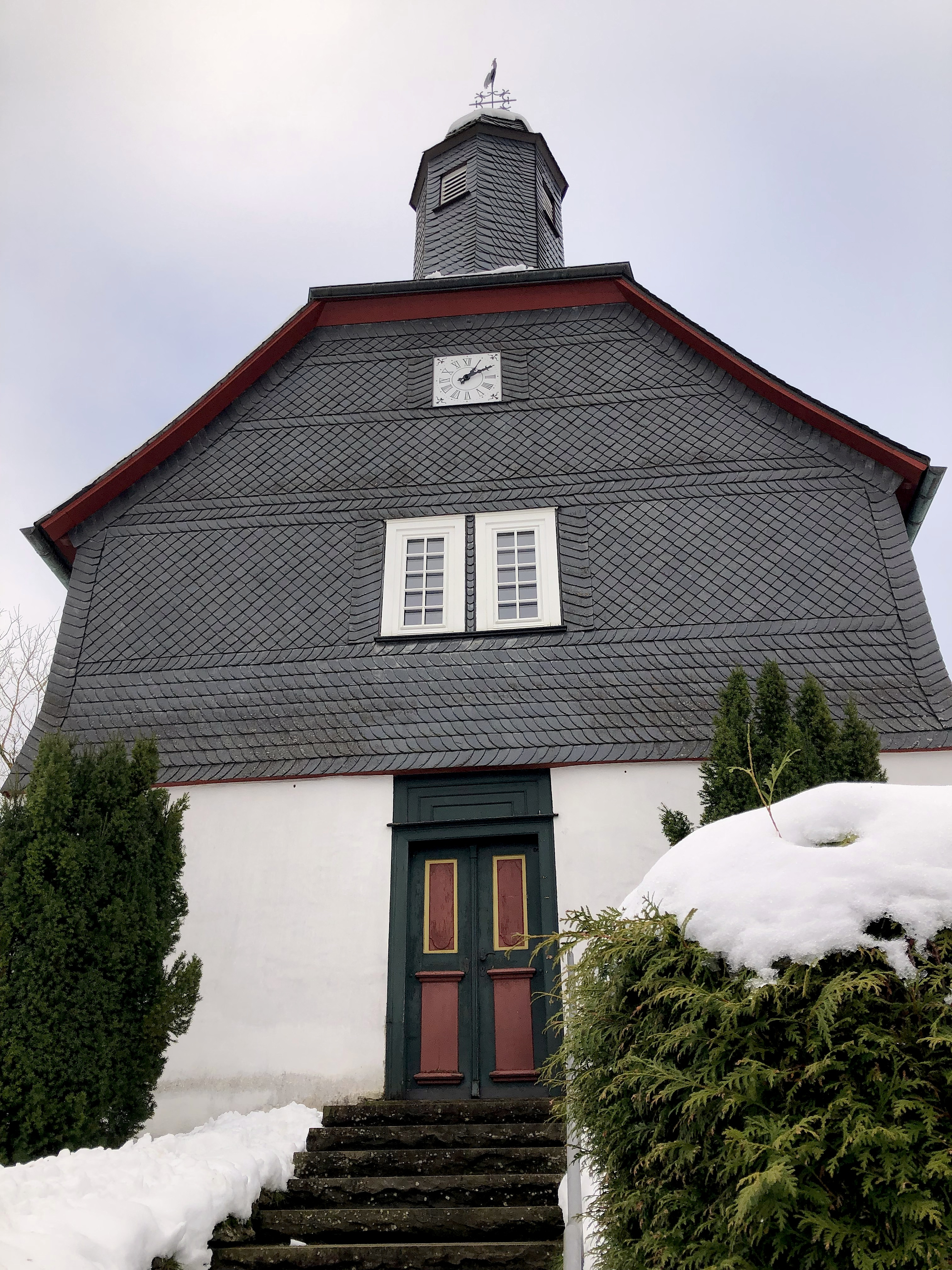
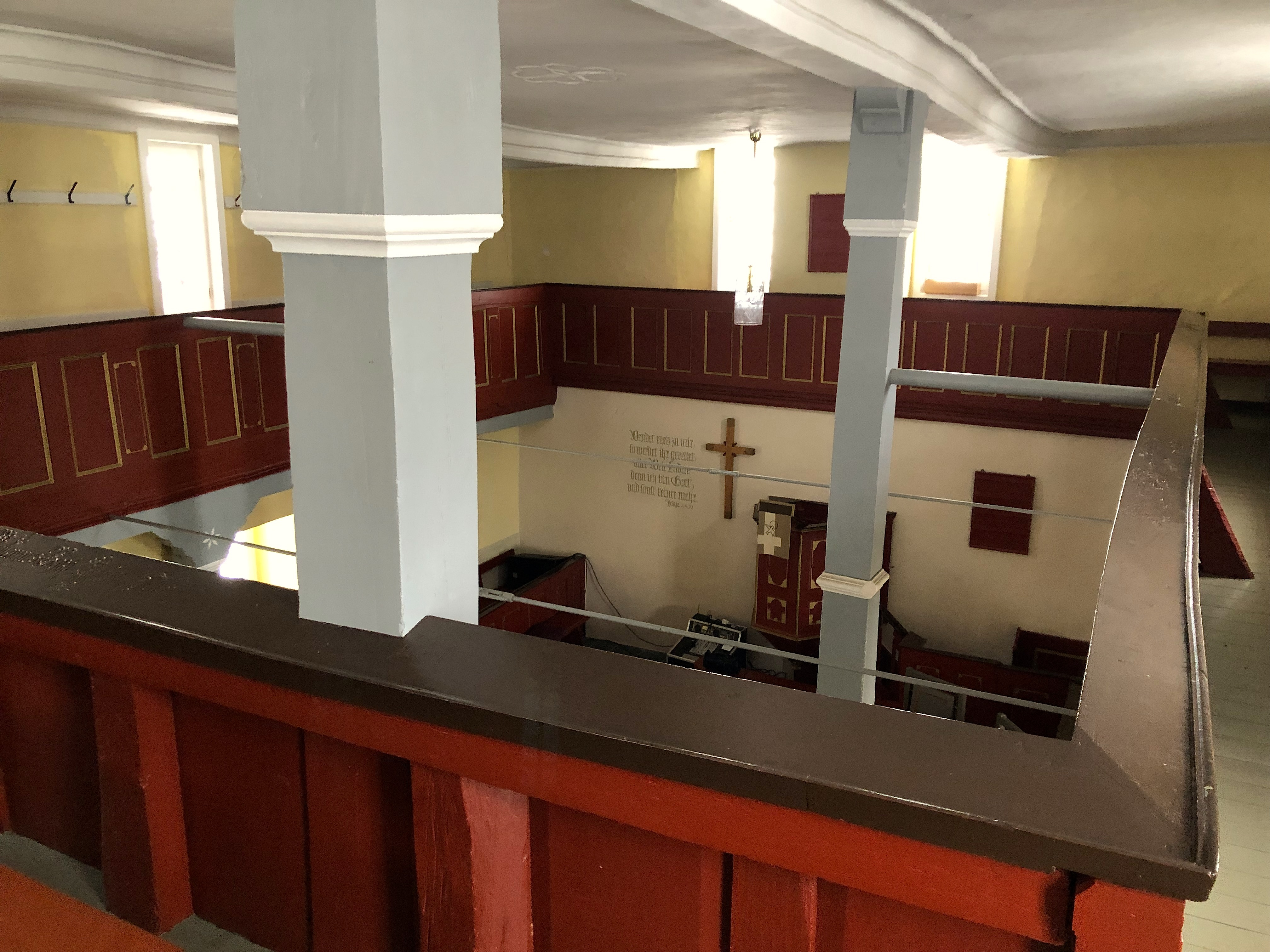